# Evan Klufts
Evan Klufts (Cluses, 31 luglio 1997) è uno sciatore freestyle ed ex sciatore alpino francese.

## Biografia
Klufts, originario di Les Carroz, ha iniziato la sua carriera nello sci alpino: specialista delle prove veloci attivo dal novembre del 2013, in Coppa Europa ha esordito il 21 gennaio 2015 a Val-d'Isère in discesa libera (85º), ha ottenuto il miglior piazzamento il 12 dicembre 2019 a Zinal in supergigante (8º) e ha preso per l'ultima volta il via il 15 febbraio 2022 a Oppdal nella medesima specialità, senza terminare la prova. La sua ultima gara nella disciplina è stata lo slalom gigante dei Campionati lussemburghesi 2022, disputata il 17 aprile a Val-d'Isère; non ha debuttato in Coppa del Mondo.
Dalla stagione 2022-2023 si dedica al freestyle, specialità ski cross: ha esordito in Coppa Europa il 20 novembre 2022 nella Pitztal (21º) e in Coppa del Mondo il 17 febbraio 2023 a Reiteralm (36º); il 23 marzo successivo ha conquistato a Passo San Pellegrino il primo podio in Coppa Europa (3º). Non ha preso parte a rassegne olimpiche o iridate, né nello sci alpino né nel freestyle.

## Palmarès

### Sci alpino

#### Coppa Europa
- Miglior piazzamento in classifica generale: 62º nel 2020

#### Campionati francesi
- 1 medaglia:
  - 1 bronzo (combinata nel 2018)

### Freestyle

#### Coppa del Mondo
- Miglior piazzamento nella Coppa del Mondo di ski cross: 45º nel 2025

#### Coppa Europa
- Miglior piazzamento nella classifica di ski cross: 5º nel 2023
- 4 podi:
  - 1 secondo posto
  - 3 terzi posti